# Jor
De jor volgt gewoonlijk op de alap in de uitvoering van een raga in de Hindoestaanse muziek. De jor lijkt op de alap, maar onderscheidt zich door het gebruik van een tempo, door middel van toonsherhalingen. De jor heeft geen cyclus van tellen, geen tala, en is vrij bewegend, langzaam versnellend, meestal culminerend in een jhala.